# NGC 6406
NGC 6406 – gwiazda podwójna znajdująca się w gwiazdozbiorze Herkulesa. 10 czerwca 1885 roku Guillaume Bigourdan błędnie skatalogował ją jako obiekt typu „mgławicowego”.